# Unité des communes valdôtaines du Mont-Cervin
L’unité des communes valdôtaines du Mont-Cervin, réunit les onze communes valdôtaines suivantes, se situant entre la vallée centrale de la Doire Baltée et le Valtournenche :
1. Antey-Saint-André ;
2. Chambave ;
3. Chamois ;
4. Châtillon ;
5. La Magdeleine ;
6. Pontey ;
7. Saint-Denis ;
8. Saint-Vincent ;
9. Torgnon ;
10. Valtournenche ;
11. Verrayes.

Son nom dérive du mont Cervin, qui se trouve au début du Valtournenche.

## Activités
Le but principal de la communauté est de favoriser le développement des communes, la préservation de l'environnement et la sauvegarde des traditions et de la culture locales.
Les directives de travail des dernières années se sont concentrées notamment sur :
- le développement et la sauvegarde des alpages ;
- le développement du tourisme.